# 救命胴衣

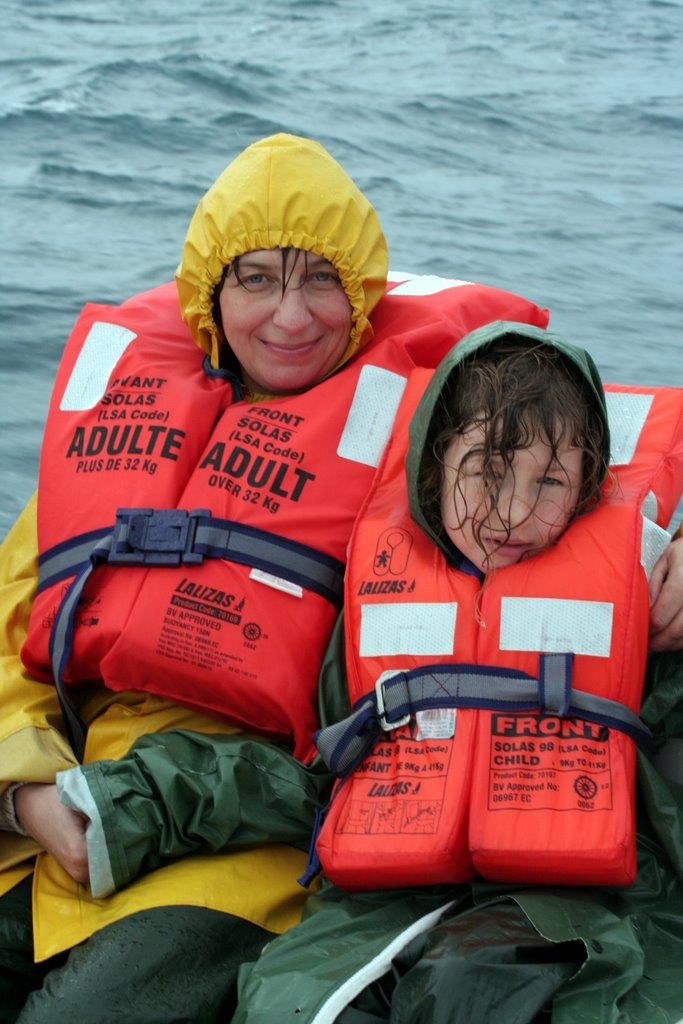
サイズの違う2種の救命胴衣

救命胴衣（きゅうめいどうい）とは、着用者を水上に浮かせ、頭部を水面上に位置させる救命用具のひとつ。主にプールや河川、湖沼、海で用いられるが、海上を飛行する航空機にも装備されている。ライフジャケット、ライフベストとも呼ばれ、その目的や用途によって様々な大きさ・デザインが存在する。
日本の競艇界や海上自衛隊等、海事関係では「カポック」と呼称されることがあるが、これは昔は樹木のカポックから採れる繊維が用いられていたことによる。

## 概要
救命胴衣は、海難・水難事故における非常脱出用の装備に含まれる。救命ボートや救命いかだといった装備が「複数人が脱出可能なこと」を想定しその導入・維持管理に多額の費用や設置場所を必要とするのに対し、専ら個人的な生命保護を目的とする救命胴衣は比較的容易に入手・使用可能で、救命ボートを積載できない小型船舶やプレジャーボート、釣りやカヌーといった水辺のレジャー、各種救難隊などでは安全対策上欠かすことの出来ない装備となっている。
現代では多くの国で義務化されており、アメリカでは連邦規則で定められている。日本でも2003年6月1日より「船舶職員及び小型船舶操縦者法」が施行され、国土交通省による安全基準に適合した救命胴衣の着用措置が講じられている（第二十三条の三十六）。
国土交通省では関係法令を改正し、2018年平成30年2月からすべての小型船舶の乗船者に国土交通省型式認証品(桜マーク)/小型船舶用救命胴衣（ライフジャケット）の着用を義務化した。
捜索の際に視認性の高い黄色やオレンジ色に限られ、探照灯の照射を受けて反射する再帰反射素材を一定の面積で貼付、また確実に周囲へ救助を要請出来るよう、水濡れに強い単管タイプのホイッスル装備も義務付けられている。オーストラリアでは州によっては着用しないと条例で罰金が科されることもあり、マルコム・ターンブルは休暇中に船外機付きボートを操縦する姿が新聞に掲載されたが、救命胴衣を着けていなかったことがニューサウスウェールズ州条例に抵触したとして、同州より250オーストラリアドルの罰金が科せられた。
使用期限があるため、未使用品であっても定期的に交換されている。

## 歴史

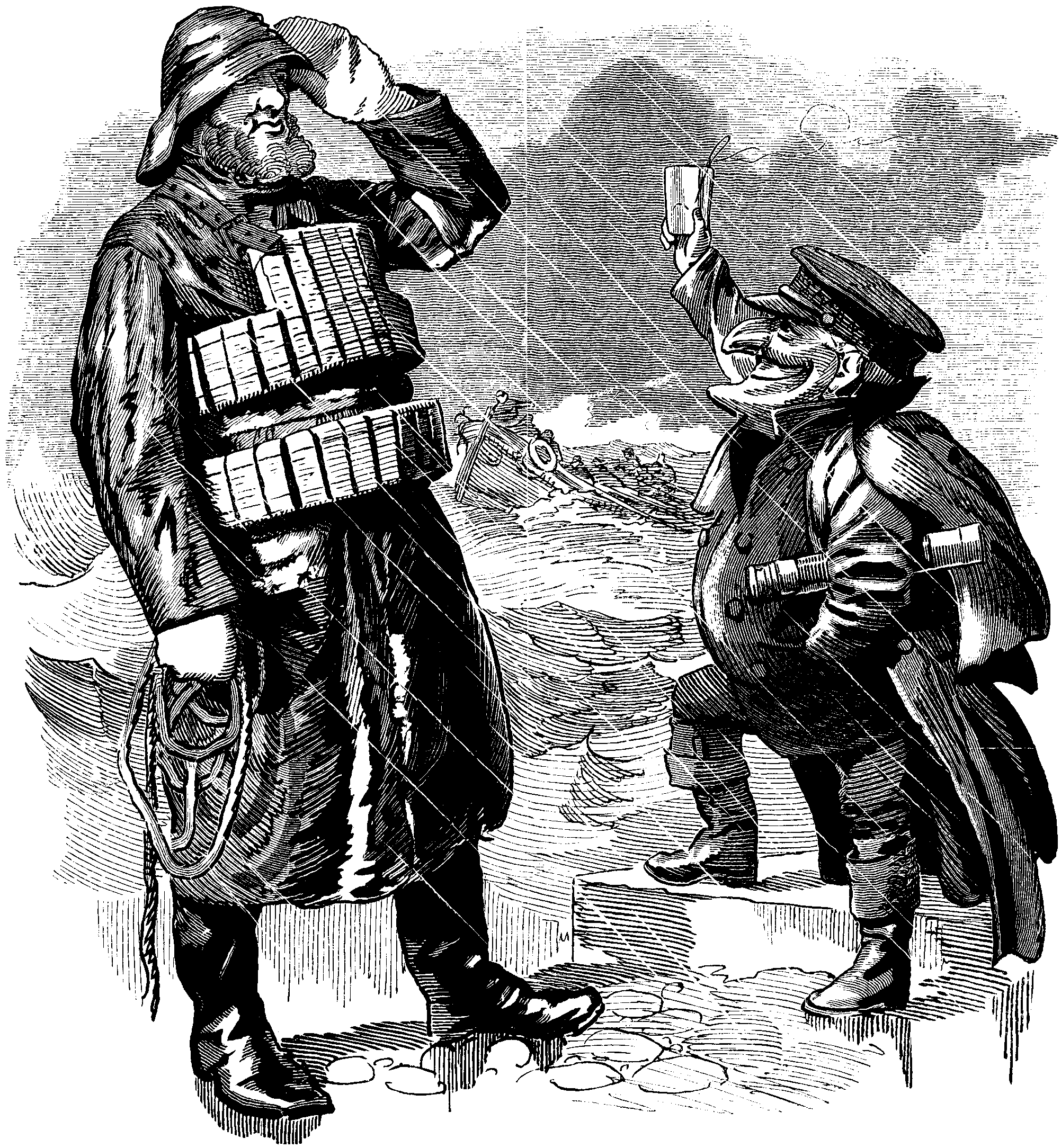
1892年、イギリスの雑誌に掲載された漫画。救命胴衣を着用するRNLIのクルーが描かれている。

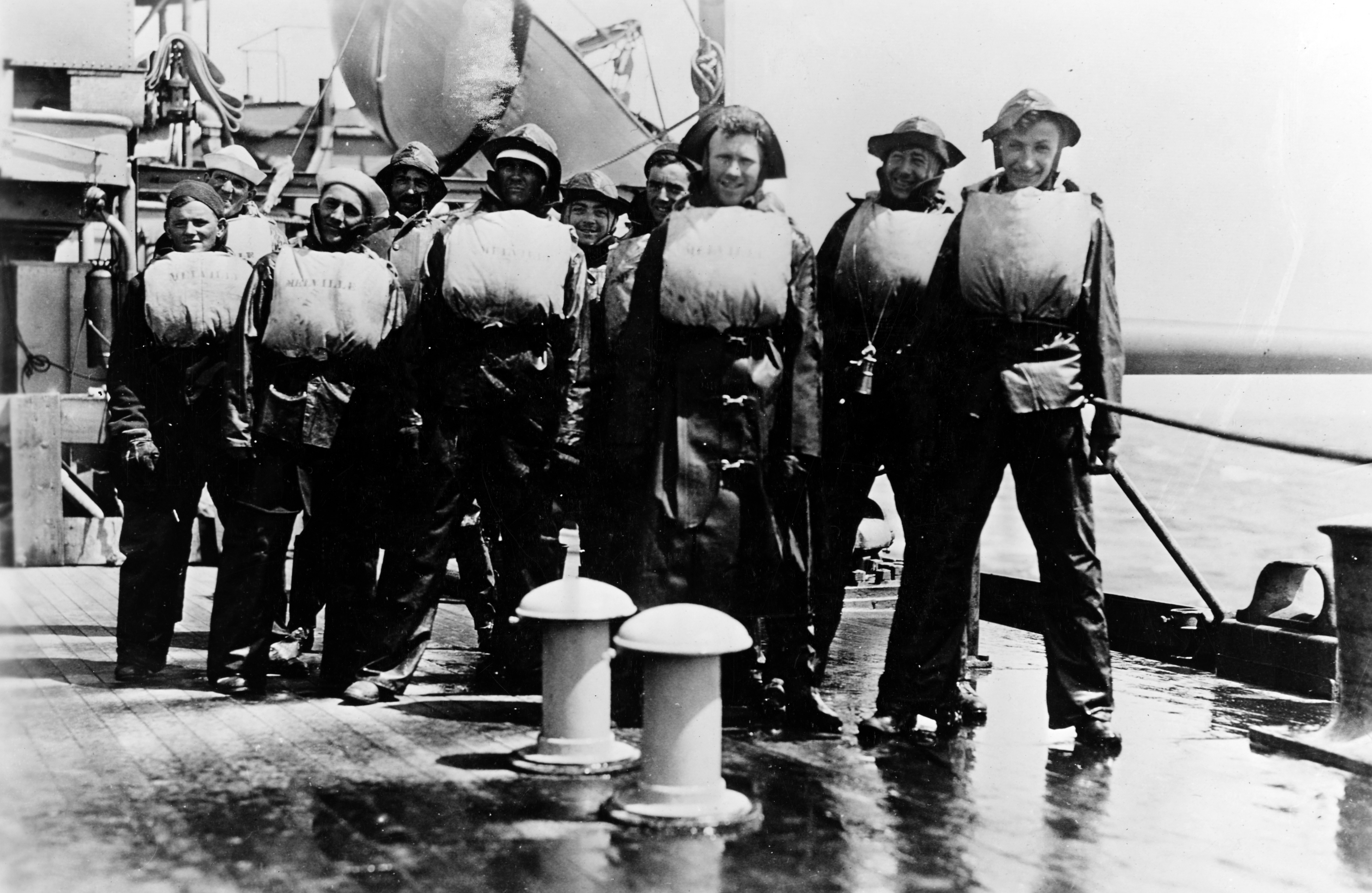
救命胴衣を着用したアメリカ海軍の水兵ら。この写真は第一次世界大戦期の1917年5月に撮影されたもの。

### 起源
救命胴衣の起源は、ノルウェーの漁師たちが使用していた木片やコルクであると考えられている。現代の形状に近い救命胴衣は、イギリスの王立国家救命艇協会（RNLI：Royal National Lifeboat Institution）の検査官だったウォード艇長によって1854年に製作されたコルク製のもので、その耐候性と浮力を目的に救命艇のクルーに着用されることとなった。
樹木のカポックの実から作られる繊維は軽量で撥水性に優れるため、救命胴衣の浮力材として用いられた。そのため、救命胴衣を指す代名詞としての“カポック”は素材にカポックの繊維が使われなくなっても用いられ続けており、21世紀になっても俗称として残っている。

### メイ・ウエスト
メイ・ウエストとは、第二次世界大戦中に連合国側で使用された救命胴衣「Type B-4」の愛称である。カーキ色をした木綿製のベストで、中にゴム製の気嚢が入っていた。大きさは高さ約70cm・幅32cm・厚さ3cm。愛称は、当時の有名なアメリカ人女優の一人、メイ・ウエストに由来する（豊満な女性だったことから）。

### 普及
1950年代には日本の藤倉ゴム工業（現・藤倉コンポジット）、1960年代には合成繊維によるパーソナルフローテーションデバイス（PFDs：Personal Flotation Device）を開発したアメリカのスターンズ社や、日本のアポロスポーツ社、1970年代には日本アクアラング社など、各国で製造されるようになり普及が進んだ。
日本では、2018年（平成30年）、全ての小型船舶の乗船者にライフジャケットの着用が義務化された（前述）。また鹿児島県肝付町では、2025年（令和7年）に全国の自治体で初となるライフジャケット着用条例が制定。磯釣りなどのレジャー時に着用を義務付けた。さらに河川においても、岐阜県は川遊びは危険であるとしてライフジャケットの着用を呼びかけている。

## 種類

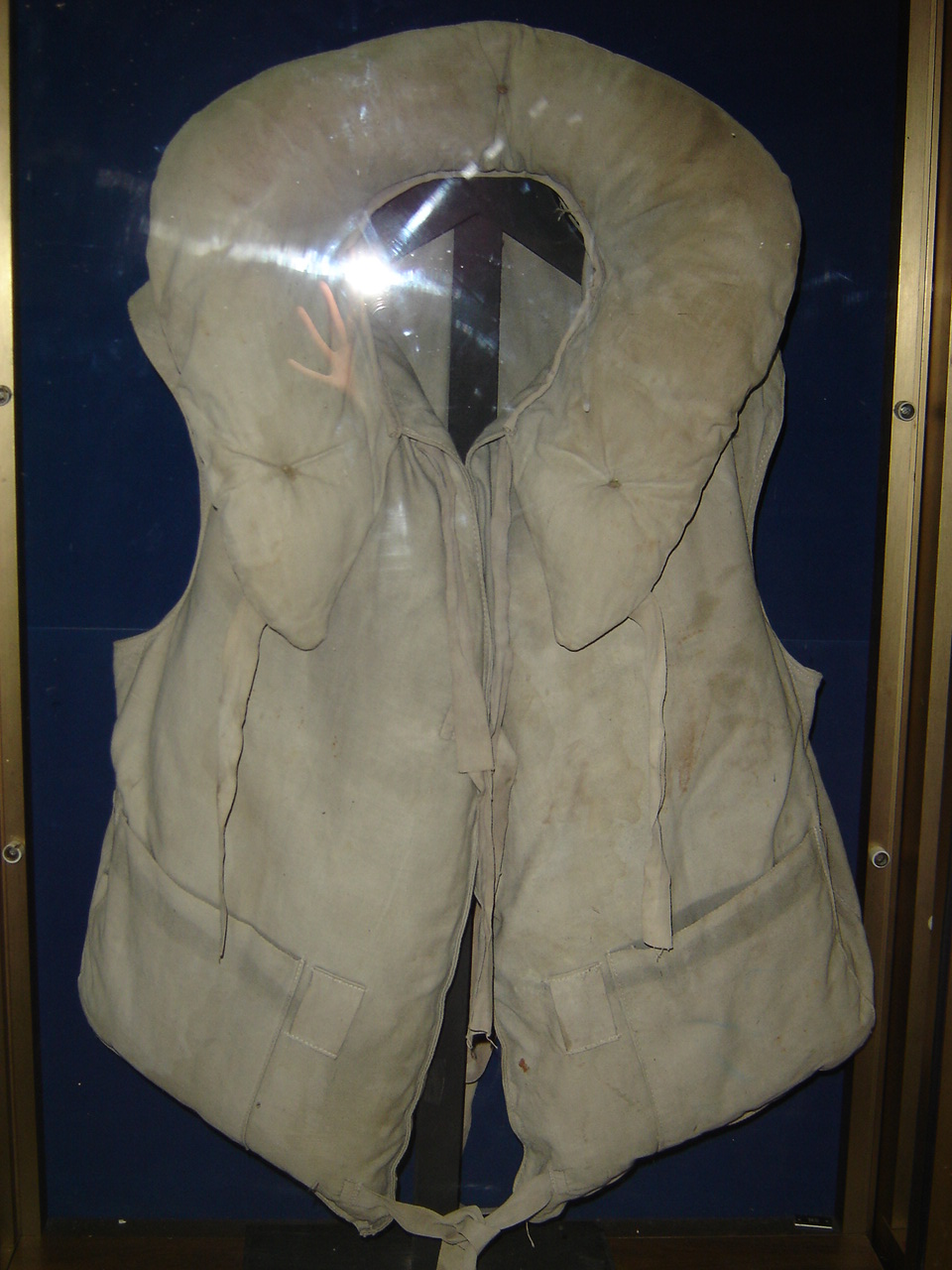
第二次世界大戦中にアメリカ軍で使用していたもの。

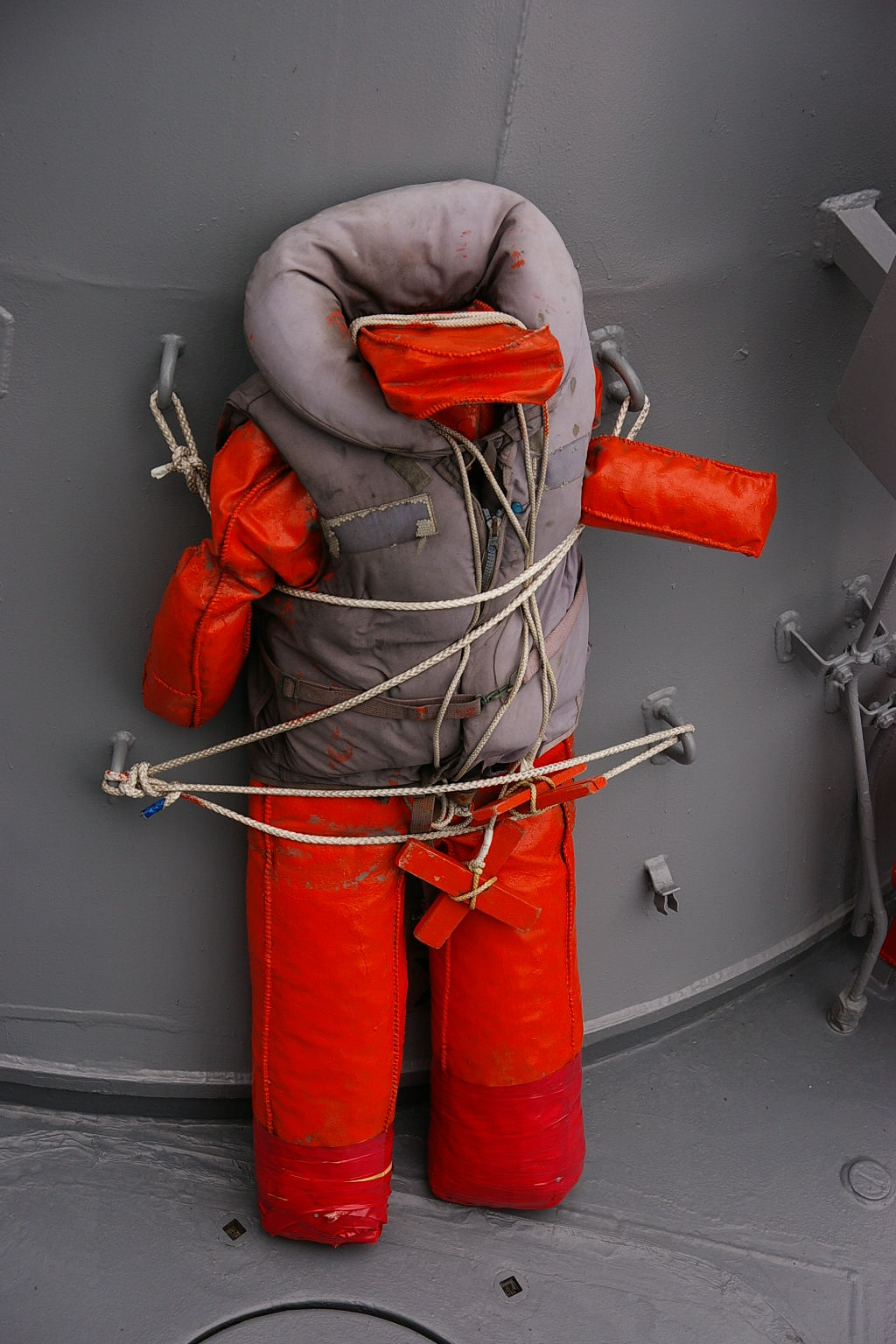
海上自衛隊の護衛艦に搭載されている、救命胴衣を着せた救助訓練用の人形

救命胴衣は、その用途や構造、形状によっていくつかの種類に分けられるが、救助時の視認性を高めるため白色もしくはオレンジ色のものが多い。

### 固型式
救命胴衣の中では最も単純な構造で、浮力材には発泡スチロールなどの固形物が使用されている。訓練用として用いたり、湖などでのクルージングやアミューズメントパークで使われることが多い。

### 膨脹式
船舶や航空機では輸送力が限られているため、固形式のように嵩張るものは営業上の不利益が生じやすい。そのため、普段は折り畳まれた状態で保管し、使用時に気体を内部の空隙に送り込むタイプが開発された。救命胴衣の背中もしくは胸に内蔵されたガスボンベから、主に圧縮空気、二酸化炭素を注入するものが多い。紐を引いて起動させる手動式のものと、海水に触れると自動的に起動するものがある。
長期の航海や軍隊においては、公海上・外洋を漂流する可能性があるため、懐中電灯や発炎筒、応急処置用の医薬品、食料と水、サメ除けなどが入ったサバイバルキットが付属する。

### SOLAS型
SOLAS条約に基づき、国際的性能基準が定められているもので、大型船舶（旅客船、フェリーなど）に装備されている。外洋での使用を前提にしているため浮力が大きく、意識不明状態に陥っても顔面が上向きになり呼吸が確保されるようになっている。

## 航空機で使用する際の問題
救命胴衣は海上などに航空機が不時着水した場合に備えて航空機にも装備されており、通常収納場所に制約のあることから膨張式のものが装備されている。このため、乗客は搭乗の後、安全のしおりや客室乗務員による実演などによって使用方法の説明を受ける。
展膨させた状態の救命胴衣はかなり嵩張るため、機外に脱出する前に救命胴衣を膨らませてしまうと、安全姿勢を取りづらくなったり、座席の間の狭い通路を移動する際や、非常口から外に出る際に救命胴衣が支障となり、脱出の妨げになる危険性がある。このため、安全のしおりや機内安全ビデオ等では、機外に出る直前に膨らませるよう説明したものが多い。
エチオピア航空961便ハイジャック墜落事件の際に犠牲者が多数出た原因の一つがこの問題で、着水前に機長が救命胴衣を膨らませないようアナウンスしたにもかかわらず、パニックになった乗客には機外への脱出前に救命胴衣を膨らませてしまう者が続出し、その結果スムーズに避難が行われず、乗客乗員175名のうち犯人3人を含む123名が命を落とした。
規則で定期点検と交換が義務化されているため、日本航空では年間2000着の未使用品を廃棄していた。2021年に整備士の発案で救命胴衣を加工したポーチを販売したところ好評だったため、翌年に廃棄される部品などをカプセルトイで販売する企画に繋がった。